# Cesana San Sicario

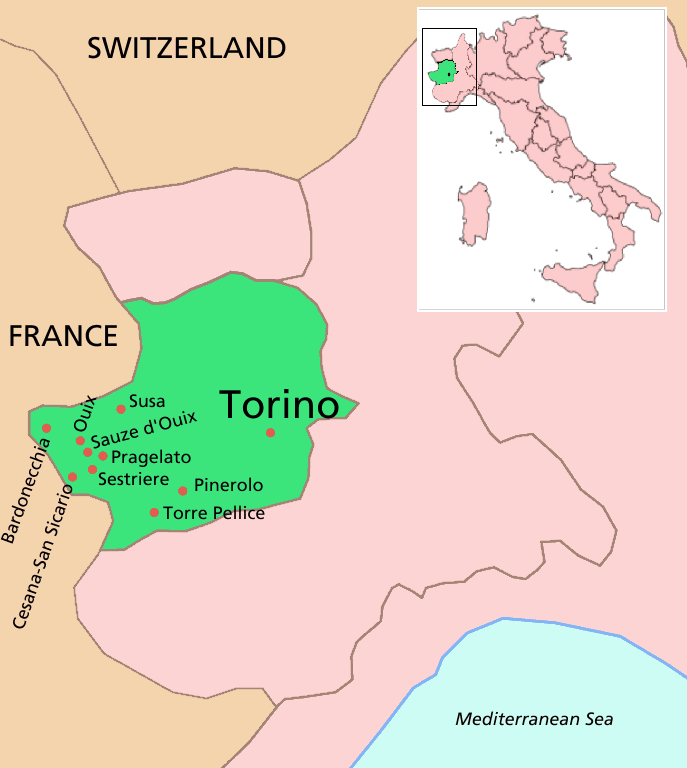
Kartläge

Cesana San Sicario är en plats i Cesana Torinese i Italien. Här avgjordes bland annat skidskytte vid olympiska vinterspelen 2006.

### Fotnoter
1. ↑   2006 Winter Olympics official report. Arkiverad 6 maj 2010 hämtat från the Wayback Machine. Volume 3. sida. 64-5